# 標準束
数学において、体上の n 次元非特異代数多様体 V の標準束（ひょうじゅんそく、英: canonical bundle）とは、直線束 Ωn = ω、 すなわち V 上の余接束 Ω の n 次外冪である。
複素数体上、それは V 上の正則 n 形式の行列式束である。これは V 上のセール双対性に対する dualising object である。それはまた可逆層と考えることもできる。
標準類 (canonical class) とは標準束を生じる V 上のカルティエ因子 K の因子類である――それは V 上の線型同値の同値類であり、それに属する任意の因子を標準因子 (canonical divisor) と呼んでよい。反標準 (anticanonical) 因子は K を任意の標準因子として因子 −K のことである。
反標準束 (anticanonical bundle) は対応する逆束 ω−1 である。V の反標準束が豊富であるとき、V はファノ多様体と呼ばれる。